# IC 1602
IC 1602 је елиптична галаксија у сазвјежђу Кит која се налази на листи објеката дубоког неба у Индекс каталогу.
Деклинација објекта је - 9° 59' 7" а ректасцензија 0h 55m 51,8s. Привидна величина (магнитуда) објекта IC 1602 износи 14,3 а фотографска магнитуда 15,3. IC 1602 је још познат и под ознакама MCG -2-3-47, NPM1G -10.0031, PGC 3306.